# 橘右京
橘右京（日语：橘右京）是由日本電子遊戲公司SNK所發行格鬥遊戲系列《侍魂》的作品角色。

## 遊戲描述
居合斬的高手，沒落士族的末裔、相依為命的母親也因病很早就去世。年幼時起跟母親一樣體弱多病、受到母親過世時留下的遺言"希望能成為了不起的武士"所影響，經過刻苦修練之後克服了原先虛弱的體質，作為劍術家也有所成就之時卻患上了肺結核，餘命所剩無幾。因此勝利POSE基本上都會咳血。幾乎全系列作品都有登場，只有侍魂新章~劍客異聞錄 甦醒的蒼紅之刃未登場。
右京在系列開始時被設計為霸王丸的宿敵角色，是與象徵「陽」的霸王丸對極的象徵「陰」的存在。而佐佐木小次郎也是右京的人物原型。
但在故事上與霸王丸的相關點很少。右京在尋找究極之花時所訪問的老學者跟霸王丸所尊敬的人物是同一位。『阿修羅斬魔傳』的右京在結局時將花託付給霸王丸、請他帶給一位名為「咲」的女性。在『天草降臨』時，右京被設定的宿敵角色不是霸王丸而是千兩狂死郎。而且在同作品中霸王丸的結局時有右京被霸王丸瞬間秒殺的描寫。
右京因為患病失意之時，與領主之女・小田桐圭相遇之後感到被救贖、雖然知道這是段因為身份之差而無法有結果的戀情、但還是愛慕著她；在『侍魂64』一作時因為她結了婚而結束這段戀情。初期的作品為了將「究極之花」獻給她而四處探訪。在初代侍魂獻給圭的花，在真侍魂時確認為嘉德利亞蘭而非究極之花。
在被視作番外篇的作品『侍魂 天下一劍客傳』中在御前試合勝利後與小田桐圭結為連理。但在同樣被視作番外篇作品的『真說侍魂 武士道列傳』中，在京都遇到圭時，圭對右京說「希望能在一起」，右京卻以要跟羅將神決一死戰為由而拒絕了。
『侍魂64』一作，小田桐圭與他人成婚後，在某一天得知圭胎內的孩子被本作BOSS壞帝尤加奪走。右京冒著病體為了奪回圭的孩子而戰，後來也順利救回圭體內的胎兒。
『阿修羅斬魔傳』時，遇到一位跟自己一樣患病且餘命無幾的女性「咲」。結局時找到了能救治咲的究極之花、但右京在將花帶回去給咲的途中倒下了；這時右京將花託給巧遇的霸王丸，請他代為救助咲，而在喝下花煎成的藥後、咲回復意識，霸王丸將一隻染血的風車交給咲，告訴她這是右京拚上性命為她帶回來的花。
而在『侍魂閃』時，身為幕臣的圭的丈夫在出訪海外的任務時被本作BOSS所綁架，圭在得知消息後一病不起，右京因此遠赴海外救人。(侍魂閃的時間點及內容跟阿修羅斬魔傳有所衝突，一般也被視作跟天下一劍客傳一樣的番外篇作品)。
系列作中大部分是為了小田桐圭而戰，但也有像在『侍魂 斬紅郎無雙劍』中為師父及同門師兄弟們報仇，及『侍魂零』中為了阻止好友黑河內夢路(同門師弟及親友、師父黑河內左近之子)而戰、重感情的一面。
在『真說侍魂 武士道列傳』中，柳生十兵衛被羅將神手下阿号所殺時，右京也表現出憤怒之情。

## 外部連結
- 《侍魂》遊戲系列網站的橘右京介紹頁面 （页面存档备份，存于）（日語）
- 格鬥遊戲資料網站的橘右京介紹頁面 （页面存档备份，存于）（英文）
- 街機遊戲資料網站的橘右京介紹頁面 （页面存档备份，存于）（西班牙文）
- 巴哈姆特關於侍魂曉的橘右京報導內容 （页面存档备份，存于）（繁體中文）